# Acmispon heermannii
Acmispon heermannii là một loài thực vật có hoa trong họ Đậu. Loài này được (Durand & Hilg.) Brouillet mô tả khoa học đầu tiên năm 2008.